# Sociaal Incapabele Michiel
Sociaal Incapabele Michiel is een animatiefiguur van cartoonist Tom Borremans. Hij verschijnt onder andere in De Ideale Wereld op Canvas en De Slimste Mens ter Wereld op VIER tijdens de filmronde.
De eerste zes afleveringen werden vanaf 2013 gepubliceerd op YouTube. Later kreeg Borremans een contract van televisiezender VIER en verscheen hij wekelijks in De Ideale Wereld met Michiel. De onderwerpen van de animatiefilmpjes zijn veelal actueel en een satire op wat er die week in de wereld gebeurde.
In oktober 2016 verscheen Michiels eerste boek: Michiel: autobiografie van een volksheld. Dit boek bevatte ook luisterknoppen.Vier jaar later kwam zijn tweede boek uit genaamd In het hoofd van Sociaal Incapabele Michiel. De vorm van het boek is Sociaal Incapable Michiel's hoofd.

## Biografie
Het idee om een dwaas tekenfiguur te creëren ontstond tijdens de masteropleiding illustrator van Borremans.
Sociaal Incapabele Michiel was live te zien op DIW Sausfeesten, een show van De Ideale Wereld op Pukkelpop. Een van zijn weinige liveshows.

## Personages
Michiel - Het hoofdpersonage. Hij is geboren op 1 april (1989 of 1990), woont in Hoboken en is werkloos. Zijn tijd brengt hij meestal door met het versieren (en afgewezen worden) door vrouwen, herinneringen ophalen, Fristi drinken, fantaseren over Belle Perez en joggen op de E19. Hij woont nog bij zijn ouders en maakt vaak ruzie met zijn moeder. Michiel heeft relatief veel geluk. Zo heeft hij veel bekende Vlamingen en buitenlandse sterren ontmoet, krijgt hij in bijna elke aflevering bezoek, heeft meerdere keren de loterij gewonnen, en wordt ook vaak gekozen om een speciale opdracht te doen (burgerinfiltrant, astronaut..). Hij luistert graag naar europop en is dol op kleine katjes. In de afleveringen is het duidelijk dat hij niet de slimste is. Hij is namelijk meerdere keren blijven zitten in de kleuterklas, lagere school en middelbare school.
Moeder - Jeanine, de moeder van Michiel is een norse dame die zeer vaak ruzie maakt met haar zoon. Ze zit in een karretje, omwille van de mislukte abortus toen ze zwanger was van Michiel. Ook dronk ze en rookte ze tijdens haar zwangerschap wat vermoedelijk de achterlijkheid van hem heeft veroorzaakt. In een paar afleveringen is het heel duidelijk dat ze niks van opvoeden kent.
Vader - De vader van Michiel is een vreemde en niet veel zeggende man. Hij is een grote fan van vogels spotten en dieren fotograferen. Zijn job is rijinstructeur.
Theo Janssen - Theo is de beste vriend van Michiel. Hij is net zoals Michiel sociaal achtergesteld, waardoor de twee elkaar gevonden hebben. Hij heeft donkere krullen.